# Notino
Notino (do roku 2016 Parfums.cz) je internetová parfumerie, založená roku 2004. Společnost patří k významným online prodejcům parfémů a kosmetiky v Evropě.
Od dubna 2017 mateřská společnost Internet Shop, s.r.o. změnila název na Notino, s.r.o., čímž sjednotila svůj název se svou novou obchodní značkou.

## Předmět podnikání a obory činnosti
Notino se specializuje na prodej parfémů a kosmetiky. Firma původně fungovala pouze jako e-shop, později však zprovoznila i výdejny zboží a akvizicemi získala i kamenné prodejny.
Společnost Notino aktuálně[kdy?] působí ve 28 evropských zemích. Po prvním e-shopu v Česku postupně expandovala na Slovensko (2005), do Polska (2006), Německa (2007), Rakouska (2007), Maďarska (2008), Rumunska (2009), na Ukrajinu (2010), do Bulharska (2012), Slovinska (2013), Španělska (2013), Portugalska (2014) a Velké Británie (2015). V roce 2017 spustila nové e-shopy ve Francii, Itálii, Belgii, Nizozemsku, Chorvatsku, Řecku a ve skandinávských zemích Švédsku, Finsku a Dánsku. V témže roce koupilo Notino i německého prodejce parfémů Mussler Beauty.
Společnost Deloitte Česká republika prohlásila Internet shop, s.r.o. druhou nejrychleji rostoucí společností ve střední a východní Evropě. Ve věku do pěti let se tak stala parfumerie Parfums.cz nejúspěšnější českou firmou v této soutěži. V roce 2015 dosáhla firma obratu 4,5 miliardy Kč a v roce 2016 vyrostl obrat na 5,9 miliardy Kč.
V roce 2010, 2011 a 2012 získal e-shop Parfums.cz rovněž Cenu popularity v soutěži ShopRoku. V roce 2015 se v této soutěži umístil na prvním místě Ceny kvality v kategorii Krása a zdraví, tuto cenu obhájil i v roce 2016, kdy se stal i vítězem Ceny kvality napříč všemi e-shopy.
Notino v soutěži ShopRoku uspělo také na Slovensku. V letech 2009 až 2013 se umístilo na první příčce Ceny popularity. V letech 2015 a 2016 se stalo absolutním vítězem Ceny kvality.